# バードキャッチャー
バードキャッチャーまたはアイリッシュバードキャッチャー（Birdcatcher or Irish Birdcatcher、1833年 - 1860年）は、アイルランドの競走馬・種牡馬である。アイルランド初めての歴史的名馬で、1852,56年イギリスリーディングサイアーを獲得した。全弟にセントレジャーステークス優勝馬でのちにフランスで種牡馬として成功したフォアバラーがいる。
バードキャッチャーは15.3ハント (155 cm) と当時としては標準的な大きさで、均整のとれた優れた馬体の持ち主だった。栗毛に白い白斑を持ち、これはのちにザテトラークやストックウェルに受け継がれた。この白斑はベンドア斑、またはバードキャッチャー斑と呼ばれバードキャッチャーやストックウェルが大種牡馬となったことで19世紀のサラブレッドには比較的よく見られたが、20世紀中ごろ以降出現はまれになっている。

## 生涯
バードキャッチャーはブラウンズタウン牧場で生産されウィリアム・ディズニーに買われた。1歳になるとウイルス性の肺炎にかかり安楽死も検討されたが、そこから奇跡的な回復を見せ後に奇跡の馬と呼ばれるようになる。
現役時代は2歳から4歳まで走り、全15戦全てアイルランドのカラ競馬場で走った。マドリッドステークス、カスニッシェとのマッチレース、ミルタウンステークス、ピールカップ、キルデアステークス、ロイヤルプレート、ウェリントンステークスに勝ち7勝を上げた。
引退後は種牡馬となりイギリス、アイルランド各地を転々とし7頭のクラシックホースを出した。その中でもセントレジャーステークスに勝ったザバロンはストックウェルの父となり直系は大繁栄した。また2勝馬オックスフォード (Oxford) はブランドフォード系の父方祖先となった。
イギリスで1852,1856年の2度リーディングサイアーを獲得したバードキャッチャーだったが、27歳の時種付けができなくなり馬主が警察に連絡して銃で処分された。イギリスでは非難の声がわき起こったが、当時のアイルランドは馬を銃で処分するといったことが日常的だった。

## 主な産駒
- ザバロン (The Baron) 　セントレジャーステークス、ストックウェルの父
- チャンティクリア (Chanticleer) 　ドンカスターカップ
- ダニエルオルーク（Daniel O'Rourke）　エプソムダービー
- ソングストレス (Songstress) 　オークス
- バードオンザウィング (Bird on the Wing)
- ナイトオブセントジョージ (Knight of St. George) 　セントレジャーステークス
- ハベナ (Hebena) 　1000ギニー
- マンガニーズ (Manganese)  1000 ギニー
- ウォーロック (Warlock) 　セントレジャーステークス
- ソーンタラー (Saunterer) 　グッドウッドカップ
- オックスフォード (Oxford)

## 血統表
| バードキャッチャーの血統（エクリプス系 / Eclipse 5.5×5=9.38%、Herod 5×5.5.5=12.5%、Highflyer 5×5=6.25%、Woodpecker 5×4=9.38%、Bagot 4×4=（母内）） | バードキャッチャーの血統（エクリプス系 / Eclipse 5.5×5=9.38%、Herod 5×5.5.5=12.5%、Highflyer 5×5=6.25%、Woodpecker 5×4=9.38%、Bagot 4×4=（母内）） | バードキャッチャーの血統（エクリプス系 / Eclipse 5.5×5=9.38%、Herod 5×5.5.5=12.5%、Highflyer 5×5=6.25%、Woodpecker 5×4=9.38%、Bagot 4×4=（母内）） | （血統表の出典）  | （血統表の出典） |
| 父 Sir Hercules 青毛 1826 | 父の父Whalebone 鹿毛 1807 | Waxy | Potoooooooo       | Potoooooooo      |
| 父 Sir Hercules 青毛 1826 | 父の父Whalebone 鹿毛 1807 | Waxy | Maria             |                  |
| 父 Sir Hercules 青毛 1826 | 父の父Whalebone 鹿毛 1807 | Penelope | Trumpator         | Trumpator        |
| 父 Sir Hercules 青毛 1826 | 父の父Whalebone 鹿毛 1807 | Penelope | Prunella          |                  |
| 父 Sir Hercules 青毛 1826 | 父の母Peri 1822 | Wanderer | Gohanna           | Gohanna          |
| 父 Sir Hercules 青毛 1826 | 父の母Peri 1822 | Wanderer | Catherine         |                  |
| 父 Sir Hercules 青毛 1826 | 父の母Peri 1822 | Thalestris | Alexander         | Alexander        |
| 父 Sir Hercules 青毛 1826 | 父の母Peri 1822 | Thalestris | Rival             |                  |
| 母 Guiccioli 栗毛 1823 | 母の父Bob Booty 栗毛 1804 | Chanticleer | Woodpecker        | Woodpecker       |
| 母 Guiccioli 栗毛 1823 | 母の父Bob Booty 栗毛 1804 | Chanticleer | Chanticleer's dam |                  |
| 母 Guiccioli 栗毛 1823 | 母の父Bob Booty 栗毛 1804 | Ierne | Bagot             | Bagot            |
| 母 Guiccioli 栗毛 1823 | 母の父Bob Booty 栗毛 1804 | Ierne | mare by Gamahoe   |                  |
| 母 Guiccioli 栗毛 1823 | 母の母Flight 栗毛 1809 | Escape | Highflyer         | Highflyer        |
| 母 Guiccioli 栗毛 1823 | 母の母Flight 栗毛 1809 | Escape | mare by Squirrel  |                  |
| 母 Guiccioli 栗毛 1823 | 母の母Flight 栗毛 1809 | Young Heroine | Bagot             | Bagot            |
| 母 Guiccioli 栗毛 1823 | 母の母Flight 栗毛 1809 | Young Heroine | Heroine F-No.11-d |                  |